# Персінген
Персінген (нід. Persingen) — село в нідерландській провінції Гелдерланд. Входить до муніципалітету Берг-ен-Дал. Перша згадка про населений пункт датується 13-м сторіччям.
У 2021 році населення села складало 105 осіб, що дозволяло йому для підвищення власної туристичної привабливості позиціонуватися як найменше село країни, хоча Нідерланди мають поселення із суттєво меншим населенням.

## Галерея

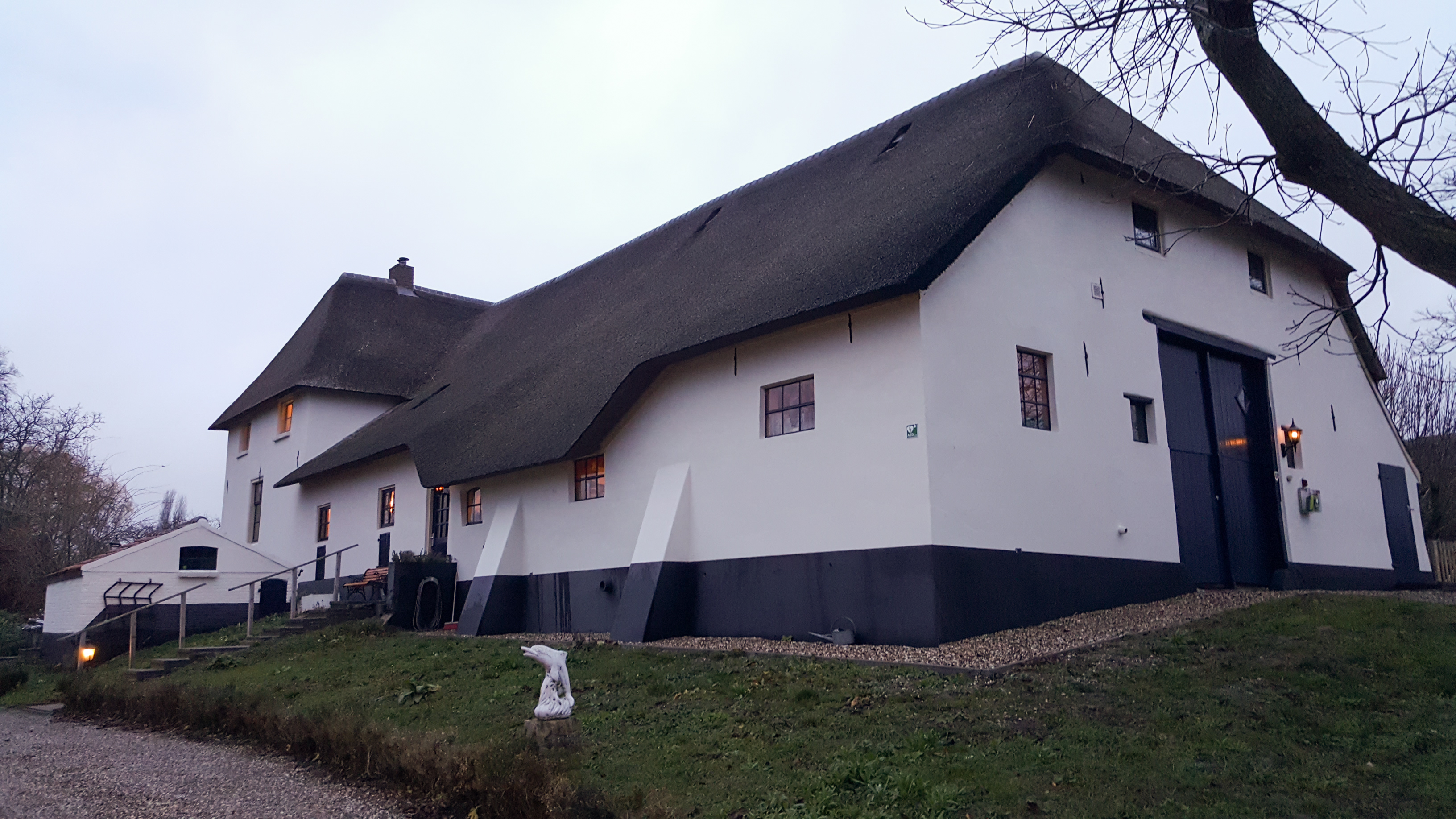
Ферма
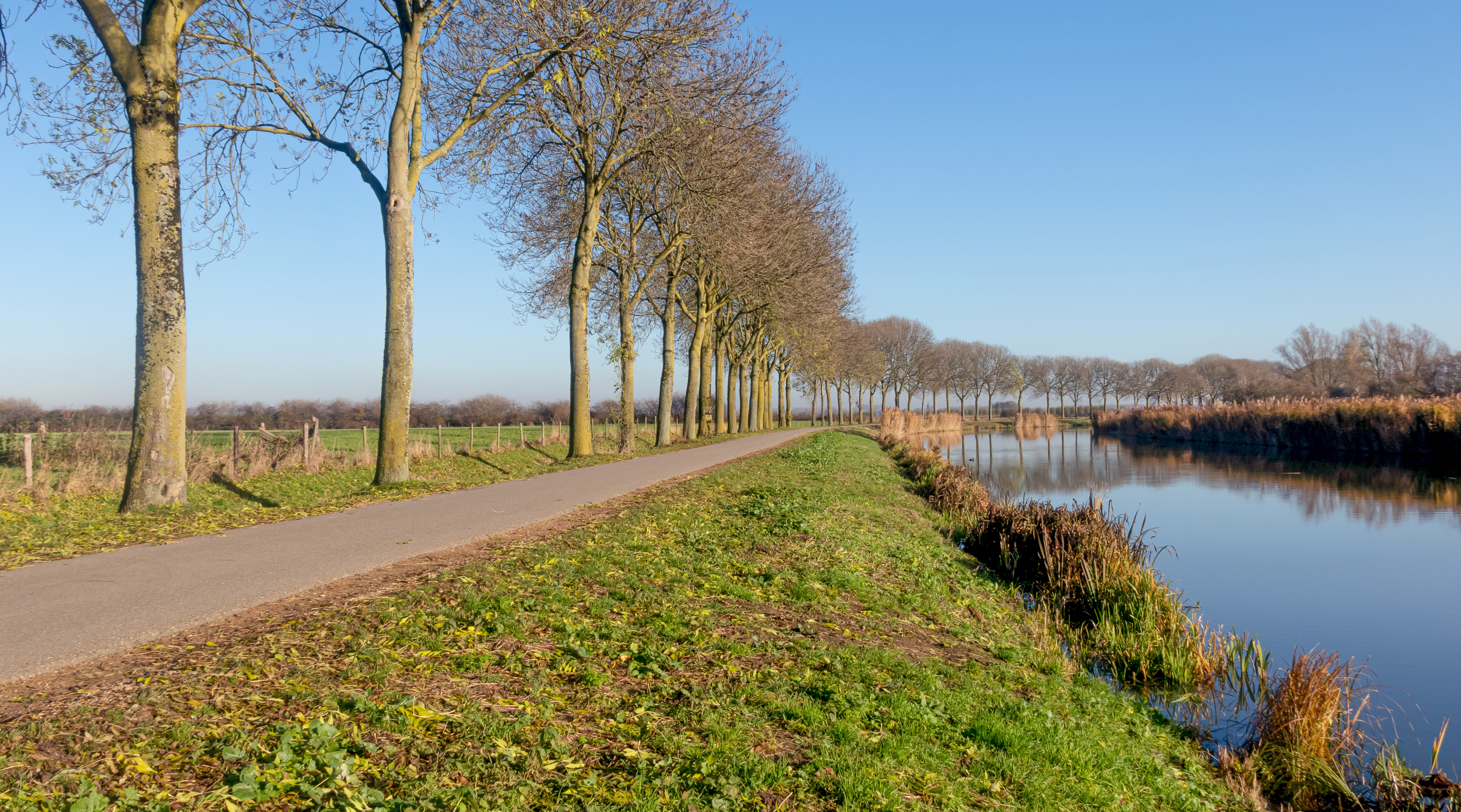
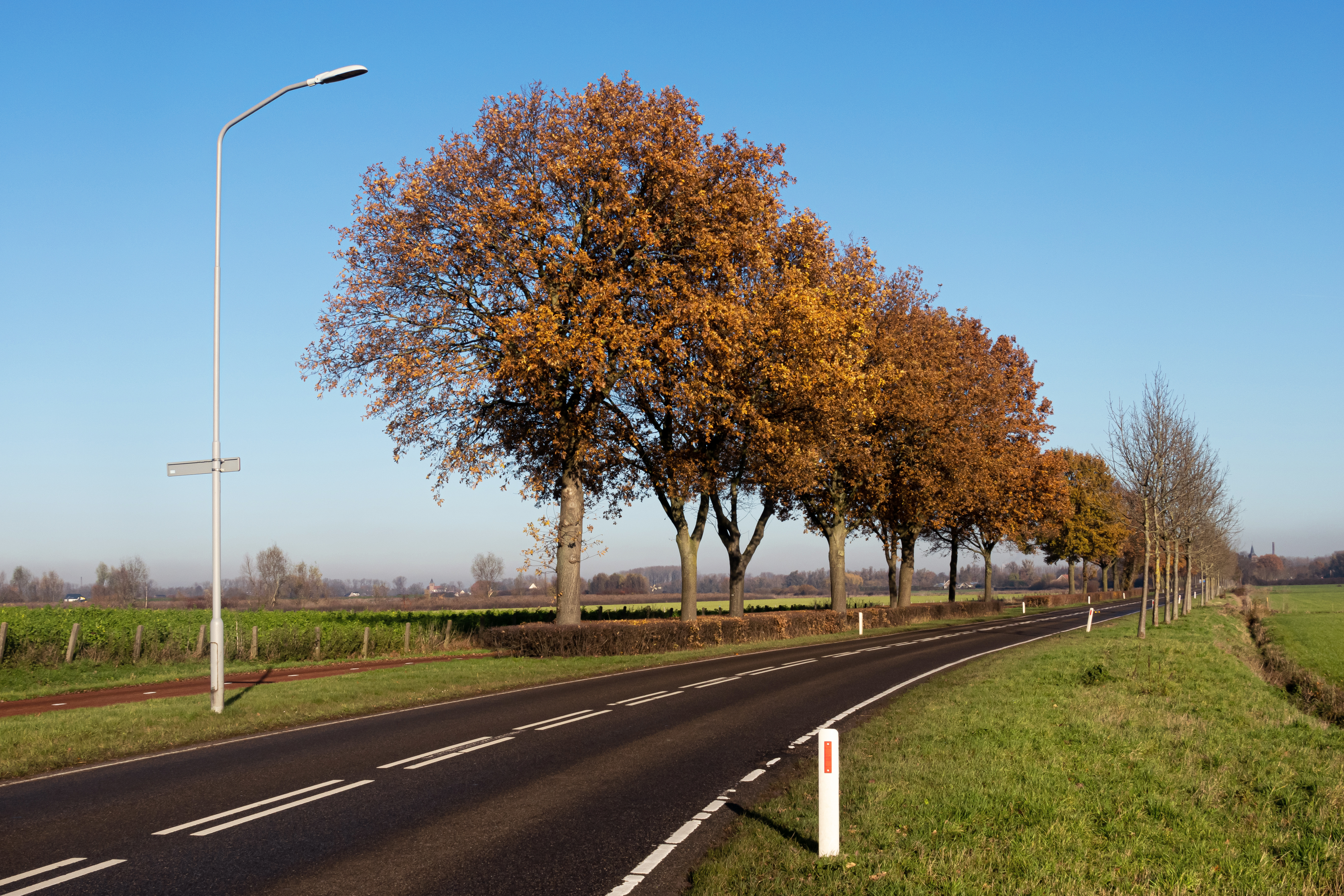
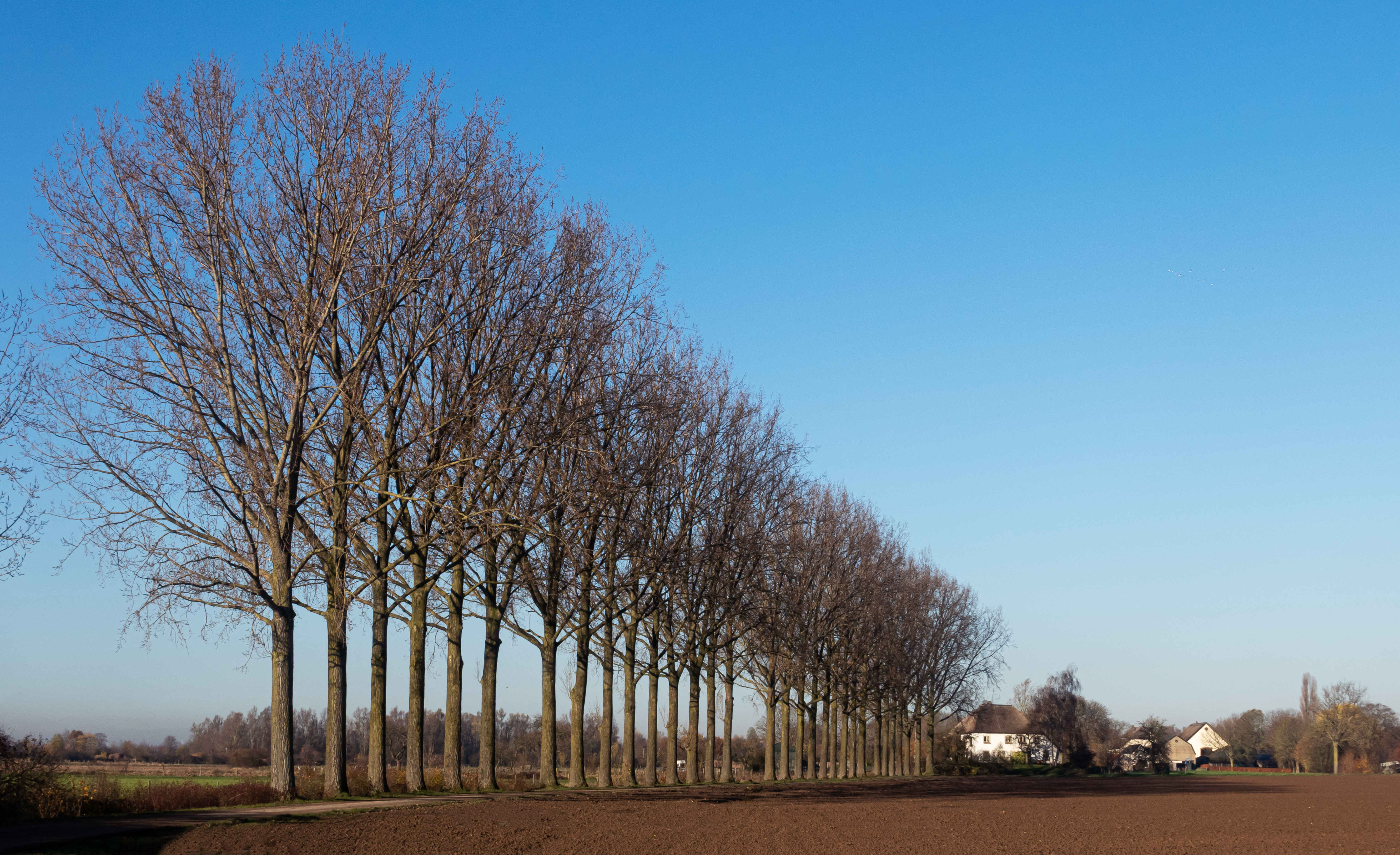